# Гайчук-Раздорська Таїсія Іванівна
Таїсія Іванівна Гайчу́к-Раздо́рська (13 жовтня 1917, Ставрополь — 14 грудня 1979, Київ) — українська радянська скульпторка і педагог; член Спілки радянських художників України. Дружина співака Павла Гайчука, мати художника Василя Гайчука.

## Біографія
Народилася 13 жовтня 1917 року в місті Ставрополі (нині Росія). 1936 року закінчила Всеукраїнський художній інститут у Києві, де навчалася у Леоніда Шервуда, Бернарда Кратка, Макса Гельмана.
Протягом 1940—1941 та 1950—1955 років викладала скульптуру в Республіканській художній школі імені Тараса Шевченка; у 1965—1972 роках — у Київському палаці піонерів. Серед учнів: Анатолій Білостоцький, Василь Бородай. Мешкала у Києві в будинку на вулиці Чекістів, № 24/1, квартира № 25. Померла у Києві 14 грудня 1979 року.

## Творчість
Працювала в галузі станкової і декоративної скульптури. Створила реалістичні скульптурні портрети діячів культури та військових. Головна творча тема — доля жіноцтва, материнства, діти. Серед робіт:
- «Закохані» (1936);
- «Кайдани» (1940, бронза);
- портрет ливарника Ходжа Дурди (1946);
- «Володимир Ленін з дівчинкою» (1950);
- «Зламаний меч» (1964);
- «За мир» (1965).

Брала участь у республіканських виставках з 1940 року, всесоюзних — з 1946 року.